# Breux (Meuse)
Breux település Franciaországban, Meuse megyében. Lakosainak száma 261 fő (2022. január 1.). Breux Herbeuval, Margny, Meix-devant-Virton, Avioth, Thonne-la-Long, Thonne-le-Thil és Thonnelle községekkel határos.

## Népesség
A település népességének változása:
| Lakosok száma | 250  | 163  | 160  | 239  | 253  | 255  | 258  | 263  | 263  | 261  |
|               | 1968 | 1982 | 1990 | 2006 | 2013 | 2015 | 2017 | 2019 | 2020 | 2022 |